# Nathalie Crutzen
 (avril 2022).
 (avril 2022).
Pour les articles homonymes, voir Crutzen.
Nathalie Crutzen est professeure à HEC School of Management de l'Université de Liège. Elle est titulaire d'un Master of Science in Management (ULiège) et d'un Doctorat en économie et administration des affaires (ULiège).  Elle est directrice du Smart City Institute, où elle mène des recherches autour de la gouvernance, de la dynamique des parties prenantes, de la stratégie, des modèles de "nouveaux business", etc. Elle a été nommée citoyenne d'honneur de la Ville de Liège et élue Digital Wallonia champion.

## Recherches
Ses domaines de recherche sont le management et la comptabilité et contrôle de gestion. Elle dirige notamment des recherches sur la gestion de la transition durable et intelligente des territoires. Son travail consiste à mettre en œuvre des stratégies de transition pour un développement durable et numérisation des systèmes de contrôle de gestion adéquats pour soutenir cette transition qui demandent des transformations profondes.
Elle aimerait continuer à développer son centre de recherche en amplifiant ses collaborations à l'international. Pour elle, il n'y a pas de différences entre le parcours d'une chercheuse et d'un chercheur. A l'Université de Liège, elle a pu rencontrer beaucoup de chercheuses. Les professeurs Angélique Léonard et Annie Cornet,  professeure de l'université de Liège, spécialiste des études de genre, des problématique de la diversité  et de l'entrepreneuriat féminin, sont les personnes qui l'inspirent le plus en ce qui concerne la journée de la femme.

## La journée internationale des femmes et filles de science
C'est une journée très importante pour elle car l'inégalité entre les hommes et les femmes reste présente dans notre société d'aujourd'hui. Au niveau de la vie personnelle mais aussi professionnelle, ça n'a pas toujours été facile pour elle. C'est pourquoi elle soutient toutes le démarches qui mettent en évidence les femmes dans notre société.

## Distinctions
- Citoyenne d'honneur de Liège (2019)[5]